# Comité Olímpico Egipcio
El Comité Olímpico Egipcio (en árabe: اللجنة الأولمبية المصرية‎) es una organización que actúa como Comité Olímpico Nacional de Egipto y una parte del Comité Olímpico Internacional.

## Lista de presidentes[1]
- Omar Toussoun (1910–1934)
- Muhammad Abdel Moneim (1934–1938)
- Isma'il Daoud (1938–1946)
- Muhammed Taher Pasha (1946–1954)
- Abdel Rahman Amin (1954–1960)
- Hussein el-Shafei (1960–1962)
- Muhammad Talaat Khayri (1962–1967)
- Muhammad Abu el-Ezz (1967–1971)
- Mostafa Kamal Tolba (1971–1972)
- Abdel Moneim Wahbi Hussein (1972–1974)
- Muhammad Ahmad Muhammad (1974–1978)
- Abdel Azim Ashry (1978–1985)
- Abdel Karim Darwish (1985–1990)
- Mounir Sabet (1990–1993)
- Gamal ed-Din Mukhtar (1993–1996)
- Mounir Sabet (1996–2009)
- Mahmoud Ahmad Ali (desde 2009)